# Estadio Suphachalasai
El Estadio Suphachalasai (en tailandés: สนามกีฬาแห่งชาติ o กรีฑาสถานแห่งชาติ, en inglés: Suphachalasai Stadium), también conocido como Estadio Nacional de Tailandia, es un estadio multiusos ubicado en la ciudad de Bangkok en Tailandia. Actualmente se usa principalmente para la práctica del fútbol. Fue inaugurado en 1935 y tiene una capacidad para 35 000 espectadores.

## Historia
Fue inaugurado en 1935. Las gradas solo tienen una altura y solo uno de los laterales está cubierto. Actualmente se puede llegar fácilmente usando el Metro Aéreo de Bangkok.
Fue sede de los Juegos Asiáticos en 1966, 1970 y 1978. Albergó todos los partidos de la Copa Asiática 1972. Además, en la Copa Asiática 2007, se disputó un partido allí entre Omán e Irak.
Este es uno de los cuatro estadios normalmente utilizados por la Selección de fútbol de Tailandia para disputar sus encuentros en el país. El estadio también se usa para disputar partidos de la Liga Premier de Tailandia.

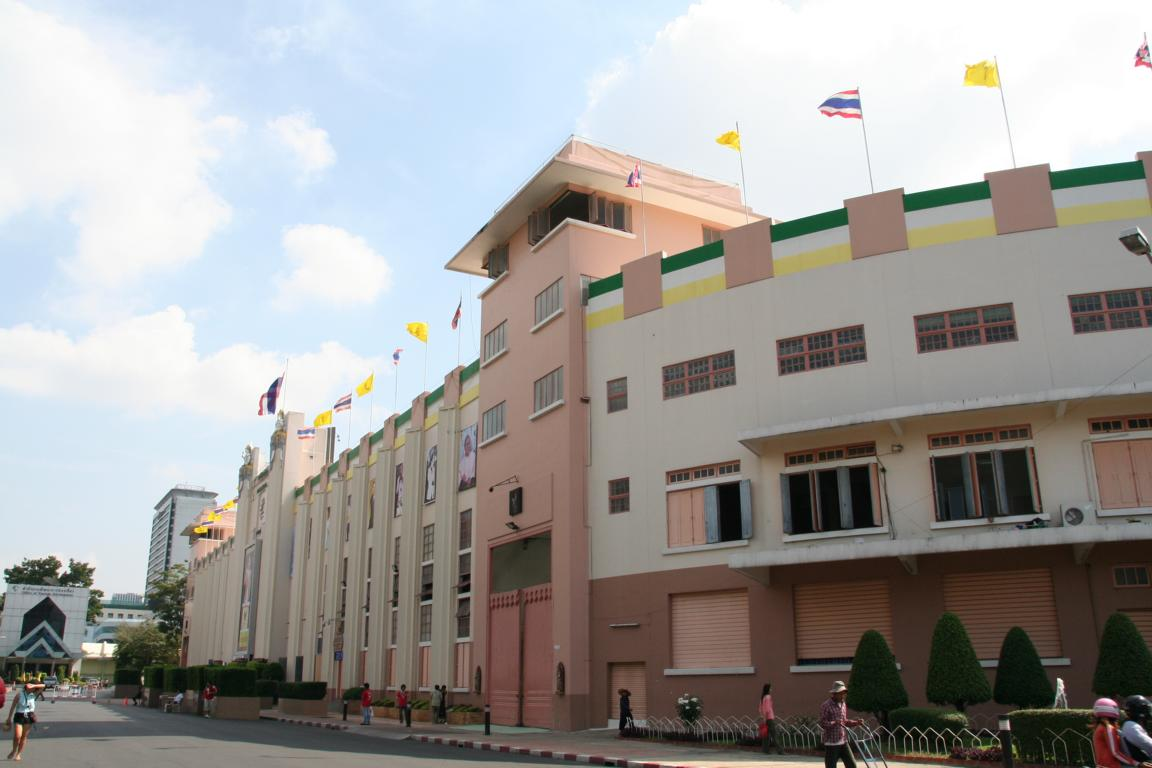
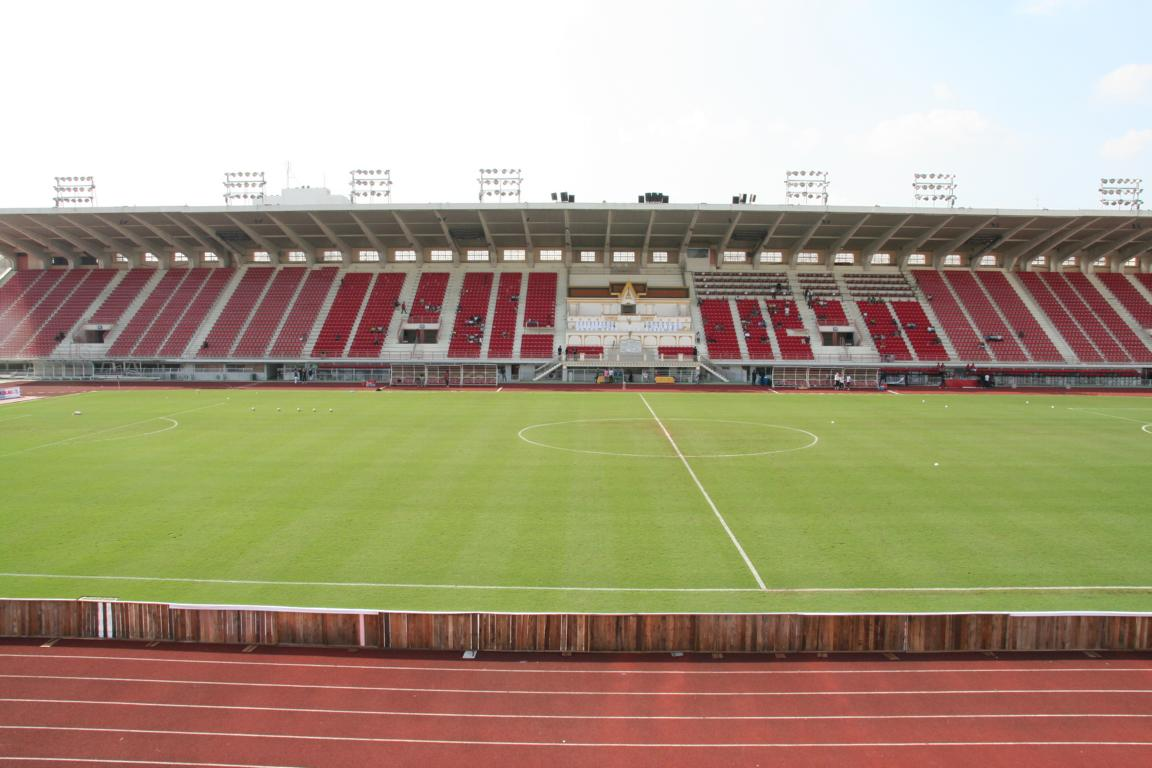